# Eating Our Way to Extinction
Eating Our Way to Extinction es un documental de 2021, dirigido por Ludo Brockway y Otto Brockway, escrito por este último, en la fotografía estuvo Paul Barton y Ludo Brockway, los protagonistas son Kate Winslet, Richard Branson y Sylvia Earle, entre otros. Este largometraje fue realizado por Broxstar Productions y Seine Pictures, se estrenó el 16 de septiembre de 2021.

## Sinopsis
La película trata el tema de la producción insostenible de ganado para carne, exponiendo consecuencias como la deforestación, el aumento de la contaminación, tanto atmosférica como del agua, y el expolio de recursos que supone.